# IPad (4a generació)
L'iPad de 4a generació és una tauleta dissenyada, desenvolupada i comercialitzada per Apple Inc. Va ser anunciada el 23 d'octubre de 2012 com la quarta generació de la línia iPad, en reemplaçament de l'iPad de la tercera generació. Es va començar a distribuir el 2 de novembre de 2012, al costat de l'iPad mini. L'iPad de quarta generació inclou una pantalla Retina Display, el nou xip Apple A6X el doble de ràpid que el A5X i el connector Lightning introduït amb l'iPhone 5. Inclou l'última versió de l'iOS 6. També va sortir una versió més petita anomenada iPad Mini. L'iPad de quarta generació segueix el mateix model de preus que el seu predecessor. La tercera generació es va suspendre després de l'anunci de la quarta generació.